# Pont transbordeur de Bordeaux
Le pont transbordeur de Bordeaux est un projet de pont transbordeur de quatre cents mètres de long, destiné à franchir la Garonne. La construction de l'ouvrage, conçu par l'ingénieur Ferdinand Arnodin, a commencé le 19 septembre 1910, mais n'a jamais été achevée.

## Origine du projet
La construction du pont transbordeur de Bordeaux, œuvre de l’ingénieur-constructeur Ferdinand Arnodin, est décidée en 1909. À cet effet, la Société anonyme du pont à transbordeur de Bordeaux avait été fondée par Charles Cazalet dès 1893. En 1910, le ministère des Travaux Publics déclare d’utilité publique la construction d’un pont transbordeur au débouché du cours du Médoc.
Le 19 septembre 1910, le président de la République Armand Fallières pose la première pierre de cet édifice presque entièrement métallique.

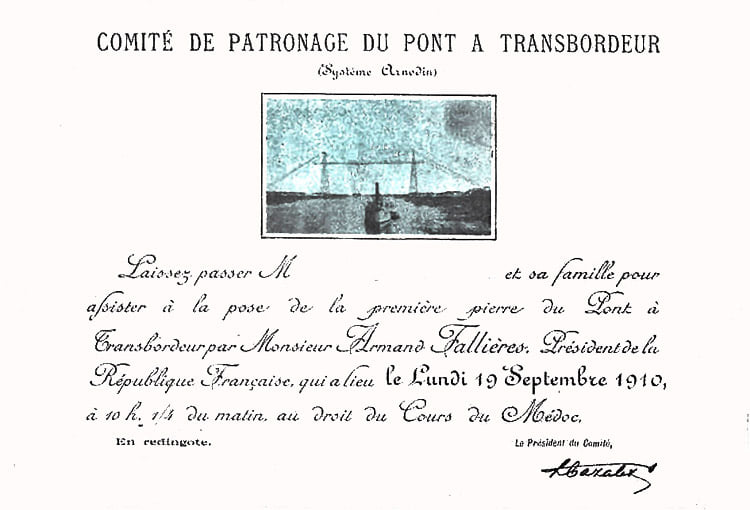
Carte d'invitation à la pose de la première pierre.

Le pont transbordeur devait être un ouvrage d'art reliant les deux rives de la Garonne sans gêner la navigation des navires qui se rendaient jusqu’au pont de pierre situé deux kilomètres et demi en amont. Il se situait au droit du cours du Médoc, dans le quartier des Chartrons, sur la rive gauche, et sur le quai de Queyries dans le quartier de la Bastide, sur la rive droite.

## Caractéristiques techniques
S'il avait été achevé, avec ses 400 m de long et son tablier de roulement situé à 45 m au-dessus des plus hautes marées, le pont transbordeur de Bordeaux aurait été, de loin, le plus long du monde. Il devait permettre la traversée des piétons, voitures et wagons pour une charge maximum de 50 tonnes, sur une plate-forme suspendue de 10 mètres de large et 13 mètres de long, se déplaçant au ras de l'eau. La traversée devait durer deux minutes, à la vitesse de 12 km/h, et permettre six voyages aller-retour à l'heure.

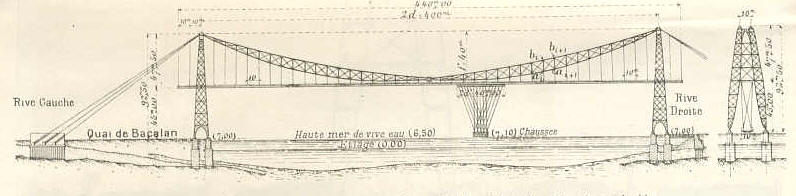
Plan du pont transbordeur de Bordeaux.

## Abandon du projet
Les travaux sont interrompus en 1914, du fait de la guerre, alors que la construction des deux pylônes, d’une hauteur exceptionnelle de 95 mètres, est terminée. 
Le 6 octobre 1925, l’aviatrice Maryse Bastié, qui vient d’obtenir son brevet de pilote à Bordeaux, passe avec son avion — un Caudron G.3 — sous les câbles du pont transbordeur.

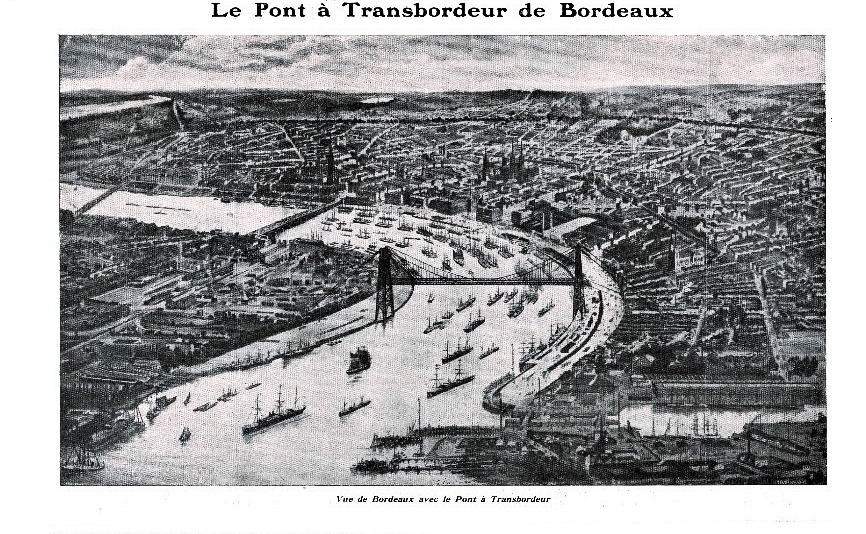
Projet du futur pont transbordeur (1910).
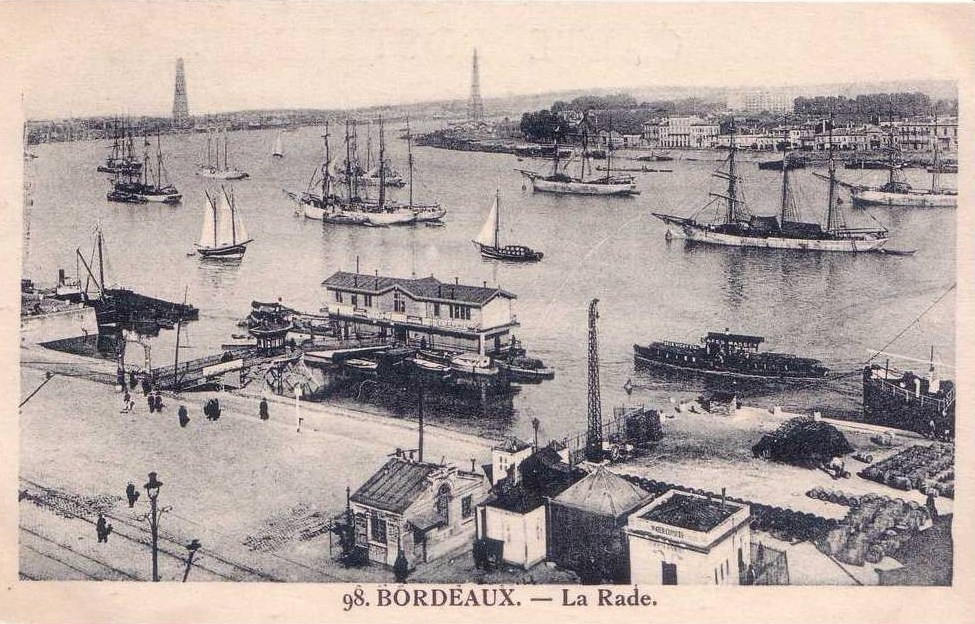
Vue de la rade, avec les pylônes du pont (1914).
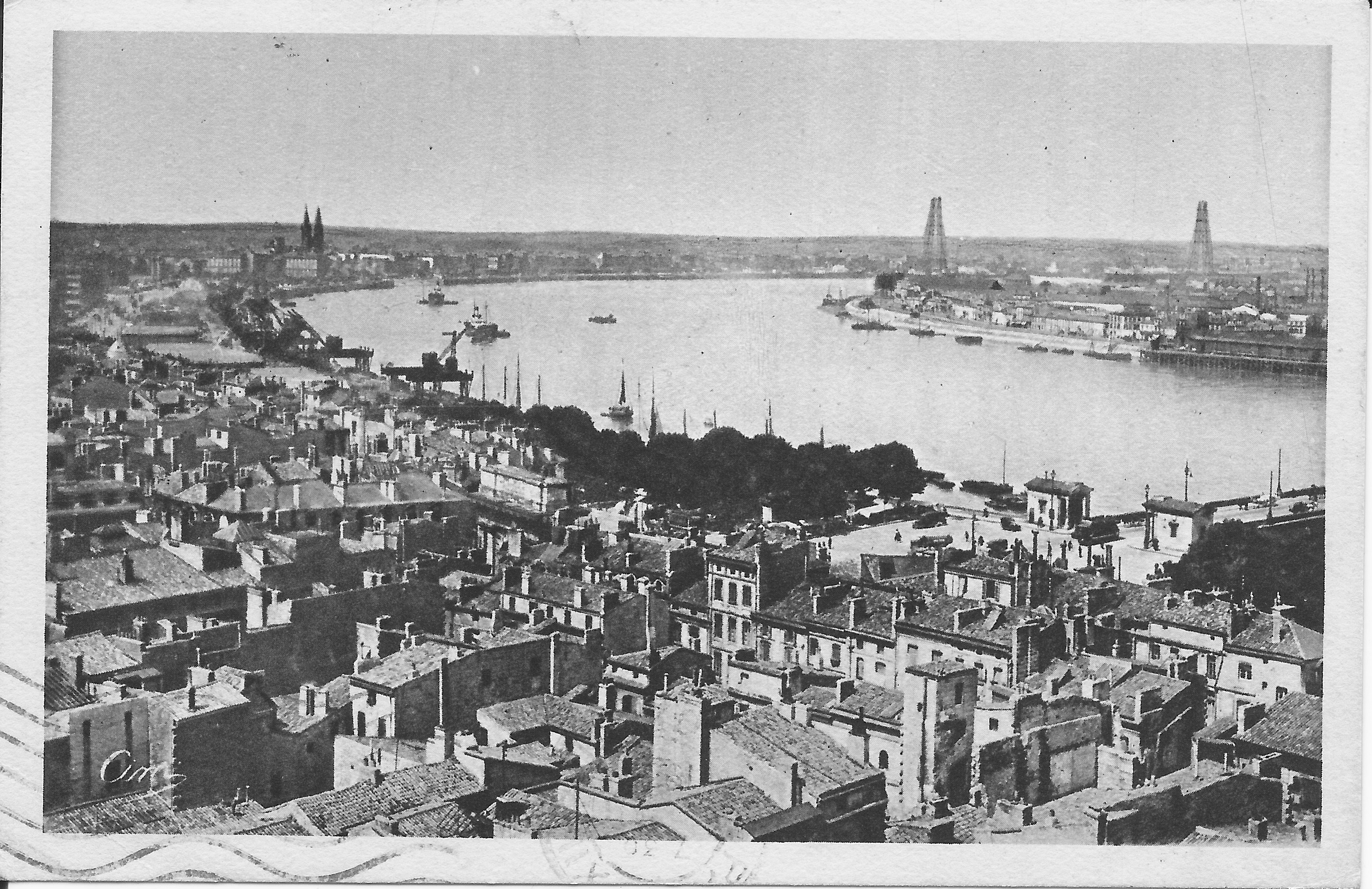
La Garonne et les deux pylônes du pont en arrière-plan (vers 1930).

La structure métallique, restée inachevée pendant l’entre-deux guerres faute de réunir les financements nécessaires, se dégrade et en 1938, le maire, Adrien Marquet, abandonne le principe du pont à transbordeur. 
Les pylônes sont détruits par les autorités allemandes le 18 août 1942 pour récupérer l’acier et éviter qu’ils ne servent de repère aux avions alliés pour bombarder la base sous-marine toute proche. Certains évoquent des représailles en réaction au fait qu’un drapeau français ait flotté sur un câble du pont. Le pylône de la rive gauche est dynamité le 18 août 1942 à 19h15. Puis le pylône rive droite est découpé au chalumeau.

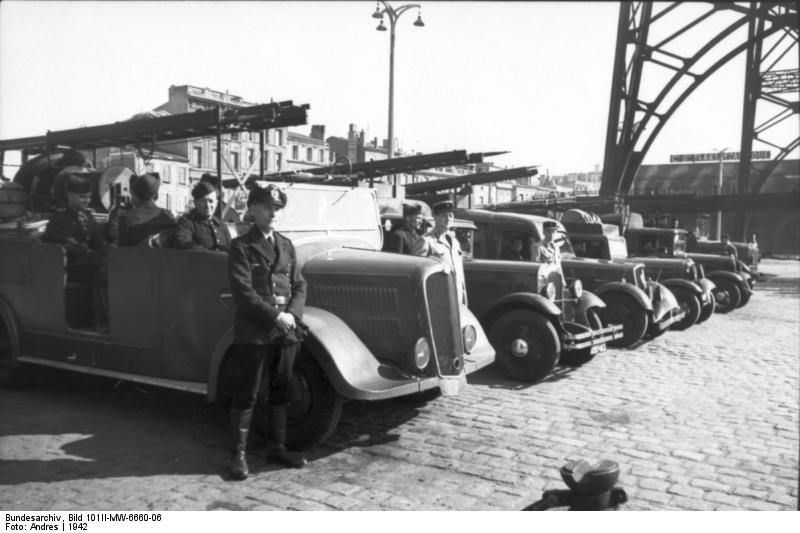
Durant une inspection de l'amiral allemand Wilhelm Marschall à Bordeaux, quai des Chartrons, en 1942. En arrière-plan, l'un des pylônes du pont transbordeur (détruits la même année par les troupes allemandes).
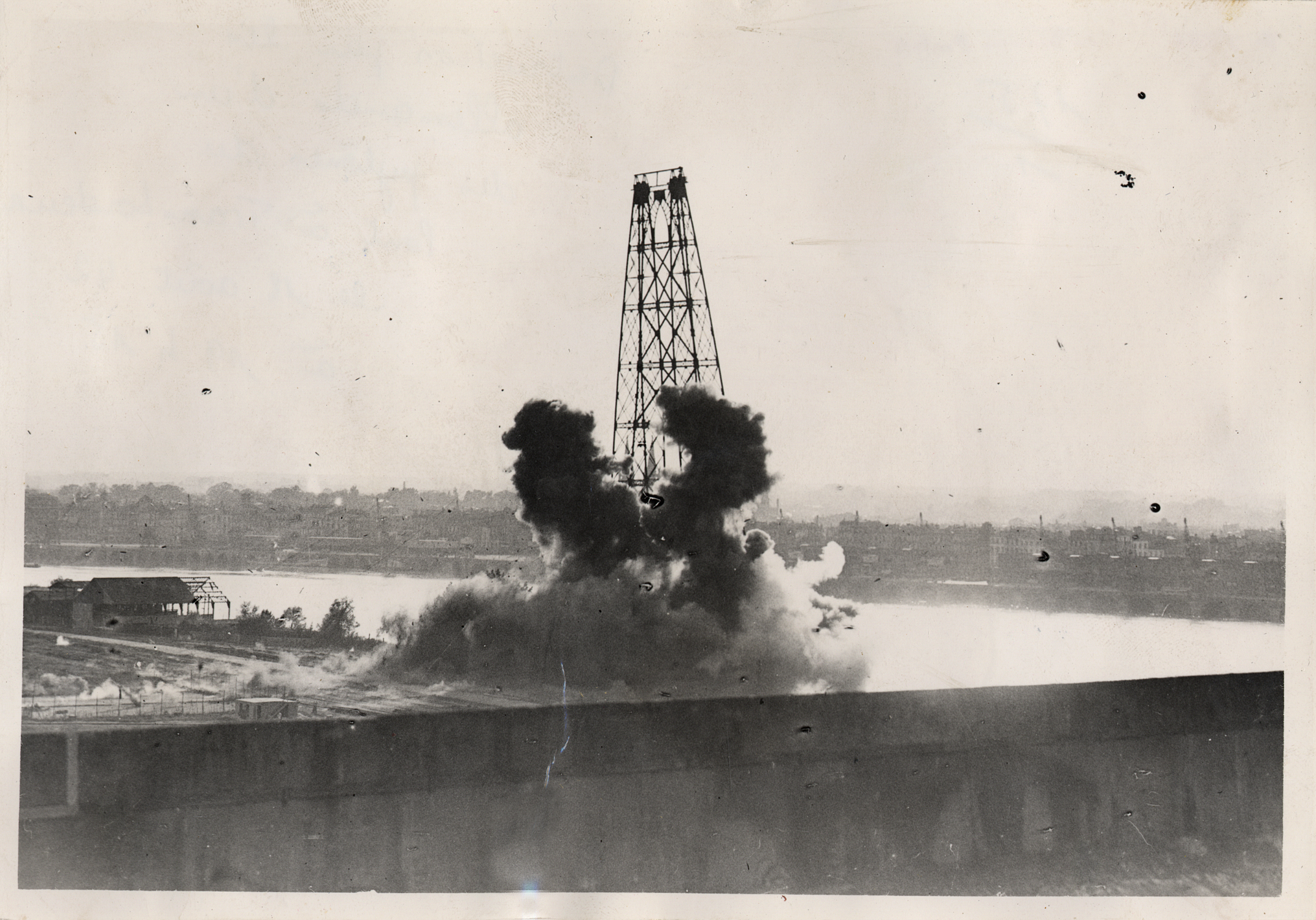
Destruction du pylône nord du pont à transbordeur, le 18 août 1942 : début de l'effondrement.

Au début du XXIe siècle, il ne subsiste que les fondations en pierre du pylône de la rive droite de la Garonne et les massifs d’ancrage correspondants.

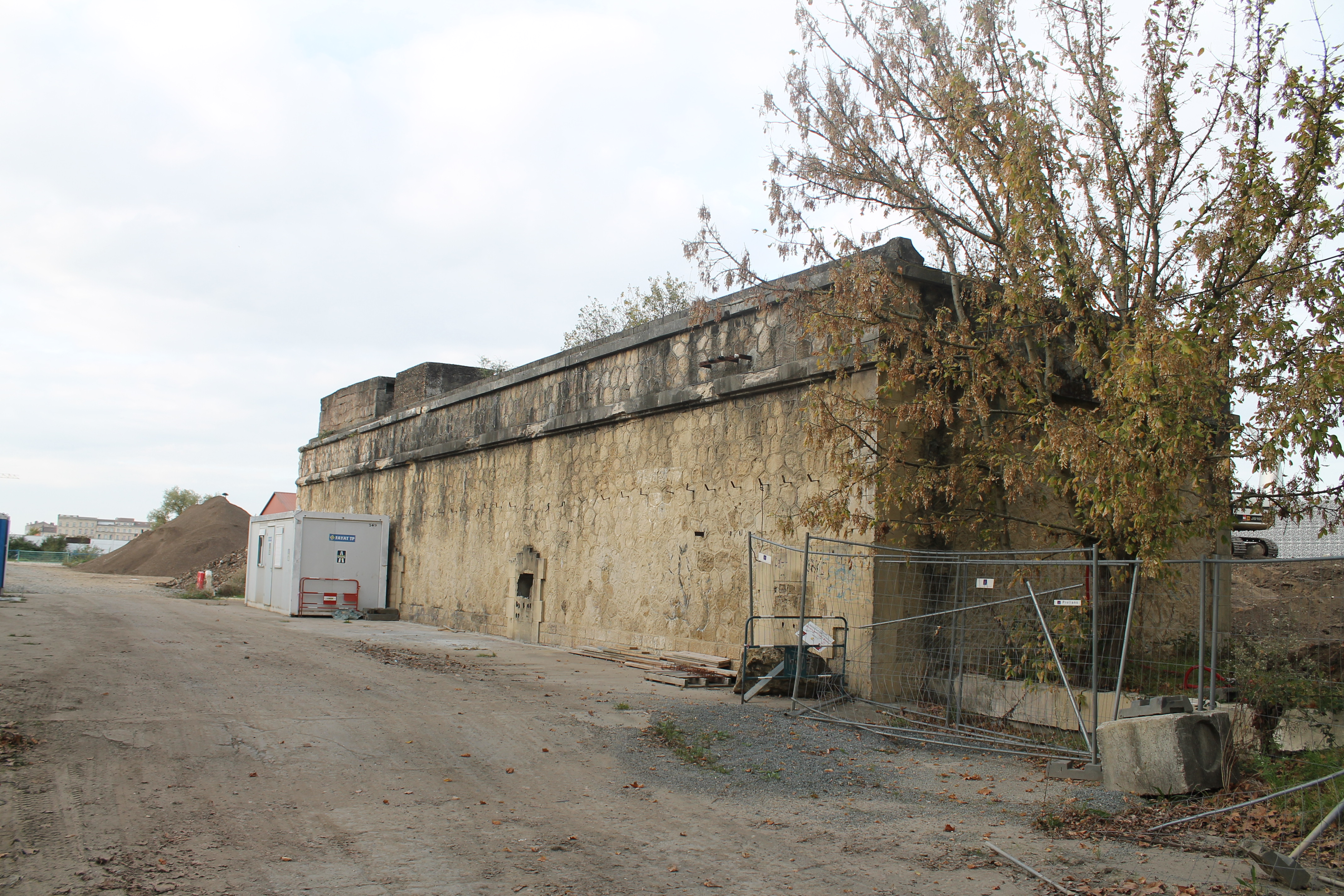
L'un des deux massifs d’ancrage, sur le quai de Queyries, rive droite.
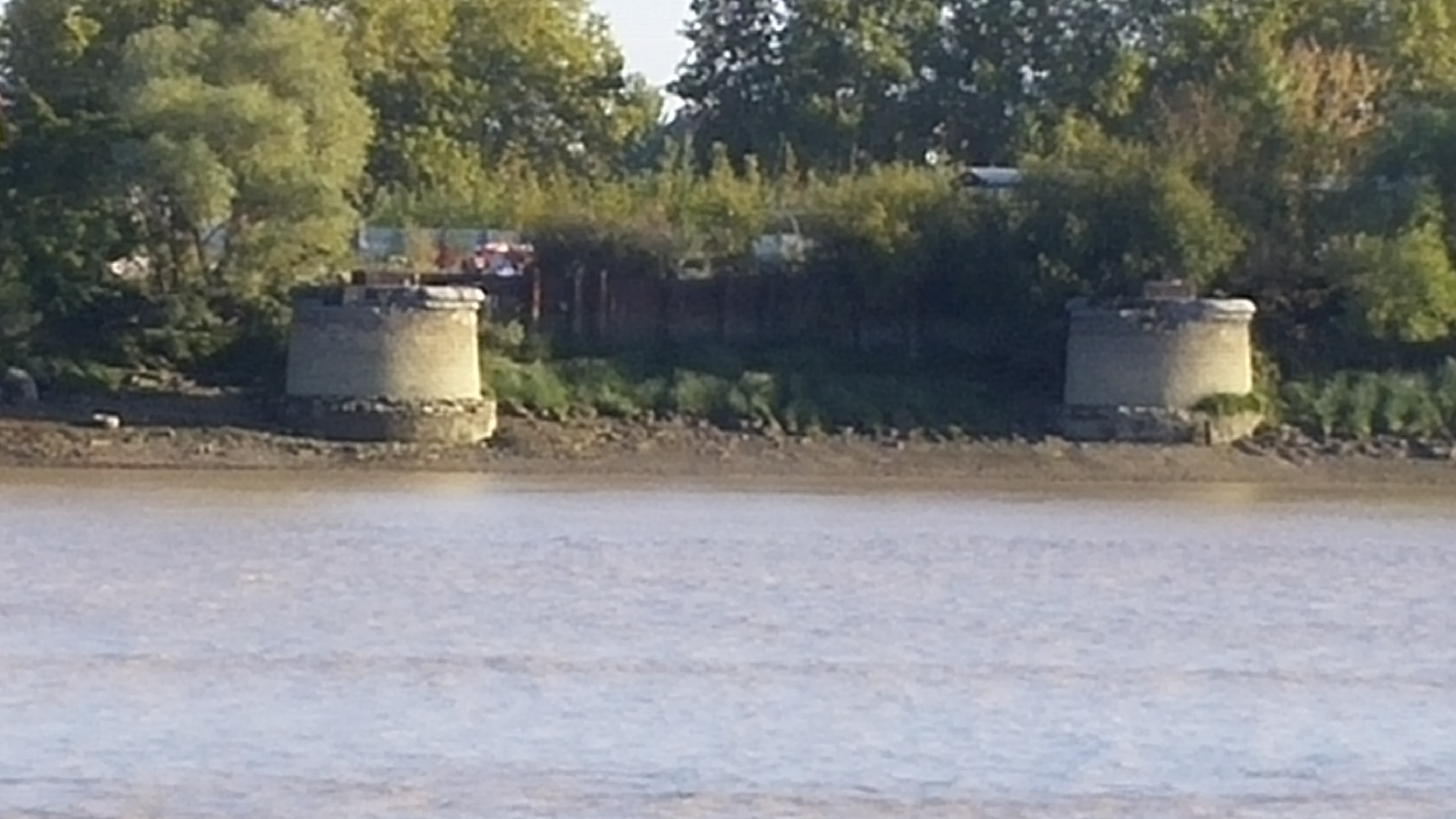
Vestiges des piles de l'ancien pont transbordeur, sur la rive droite de la Garonne, en face du cours du Médoc, d'où la photo a été prise.

L'un des massifs d'ancrage de l'ouvrage, quai des Queyries, sur la rive droite du fleuve, va devenir un site d'escalade.